# Europese vroege moderne mens

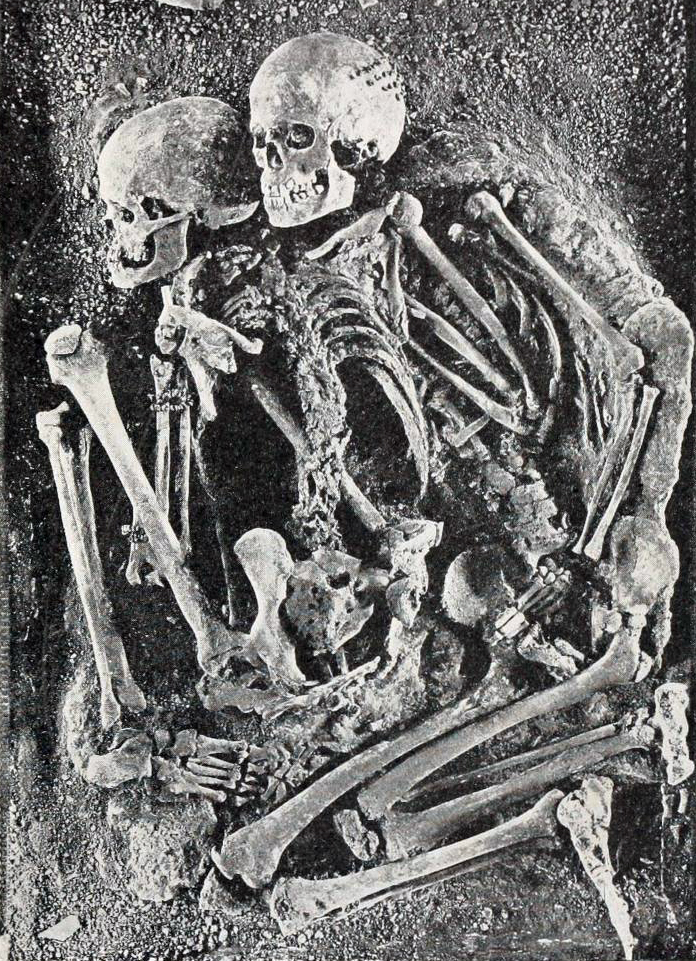
de skeletten van Grimaldi
(reconstructie; de posities komen niet volledig overeen met de oorspronkelijke vondst)

Europese vroege moderne mens (Engels: European early modern humans) is een algemene term voor vroege anatomisch moderne mensen (Homo sapiens sapiens) uit het Europese Laatpaleolithicum. De term komt deels overeen met wat in het algemeen spraakgebruik met cro-magnonmens wordt aanduid. Deze laatste benaming is onduidelijk gedefinieerd, en wordt vaak gebruikt voor ofwel een specifiek type laatpaleolithische Europeanen, laatpaleolithische vondsten elders in de wereld, of latere mensen die lijken op de oorspronkelijke vondsten van Cro-Magnon. In wetenschappelijke literatuur wordt  vaak de voorkeur gegeven aan de term European early modern humans.
De term Europese vroege moderne mens wordt meestal beperkt tot vondsten van vóór het Mesolithicum (ca. 12.500 v.Chr.). Dit komt overeen met het einde van de laatste ijstijd en het verdwijnen van de daarin voorkomende megafauna. De mensen veranderden daarna van een cultuur van de jacht op grote prooien naar kleinere prooidieren en maakten een begin met het verzamelen van graszaden. Deze levenswijze berustte minder op brute kracht met als gevolg dat de mensen een minder robuuste lichaamsbouw kregen. Dit proces lijkt al minstens 50.000 tot 30.000 jaar geleden begonnen te zijn.

## Periodes

### Initieel laatpaleolithicum
Hoewel de Europese vroege moderne mensen zich duidelijk onderscheidden van de late neanderthalers uit dezelfde periode vormden ze geen homogeen geheel. De oudste vondsten, uit het initieel laatpaleolithicum, waren verwandt met de oude Oost-Euraziaten. Ze tonen daarnaast een mengeling van archaïsche en moderne kenmerken die de latere vondsten niet hebben. Bij geen van deze vroegste vondsten heeft men stenen werktuigen gevonden, waardoor ze moeilijk binnen de Europese steentijd in te delen zijn. 

### Aurignacien
Latere vondsten, geassocieerd met het Aurignacien en daaropvolgende culturen, hadden een duidelijk andere, oud West-Euraziatische afstamming, en toonden een anatomie vergelijkbaar met de vondsten van Cro-Magnon. De mensen uit het Magdalénien gingen uiteindelijk over tot de huidige Europese bevolking.

## Belangrijke vondsten

### Grotta del Cavallo
Een aantal in 1964 in de Grotta del Cavallo in Italië gevonden tanden, voorheen beschouwd als van een neanderthalerkind, werden recent geïdentificeerd als Europese vroege moderne mens. In november 2011 werden ze door de Oxford Radiocarbon Accelerator Unit gedateerd op 43.000 tot 45.000 jaar oud, de oudste resten van de Europese vroege moderne mens ooit gevonden. Stenen werktuigen zijn op de site niet gevonden.

### Kents Cavern
Tijdens een opgraving in 1927 werd in Kents Cavern bij Torquay in Cornwall een bovenkaak gevonden (fossiel Kents Cavern 4). In 2011 werd het C14-gedateerd tot een leeftijd van ten minste 41.500 jaar. Dit maakt het de oudste vondst van een anatomisch moderne mens in Noordwest-Europa. De bijbehorende werktuigen waren van een Aurignacien-type.

### Peștera cu Oase
De vondsten van Europese vroege moderne mensen in de Peștera cu Oase ("Grot van de Botten") nabij de IJzeren Poort in Roemenië zijn gedateerd op minstens 37.800 BP. De site bevindt zich in de Donaucorridor, mogelijk hun toegang tot Centraal-Europa.
De grot lijkt het hol van een holenbeer geweest te zijn, en de menselijke resten waren mogelijk prooi of aas. Stenen werktuigen zijn niet gevonden.
De vondsten vertonen een verscheidenheid aan archaïsche, vroeg-moderne en mogelijk neanderthaler-eigenschappen. Genetisch onderzoek aan het Dijbeen van Oest-Isjim in Siberië geeft aan dat de Europese vroege moderne mensen een grotere hoeveelheid ongefragmenteerd neandertaler-DNA bezaten dan de huidige Europeanen.
Oase 1, gevonden op 2 februari 2002, is een robuste onderkaak met een combinatie van oude, moderne en mogelijke neanderthaler-eigenschappen. De moderne eigenschappen plaatsen het nabij andere Europese vroege moderne mensen. Het is een van de weinige Europese vondsten die rechtstreeks kon worden gedateerd, en is minstens 37.800 jaar oud. 
Oase 2, een vrijwel complete schedel van een jonge man gevonden in 2005, vertoont eveneens een mengsel van archaïsche en moderne eigenschappen. Fragmenten van wat oorspronkelijk als Oase 3 beschreven werd, werden later ook aan Oase 2 toegeschreven.

### La Quina-Aval
Bij La Quina bij Gardes-le-Pontaroux, Charente, Frankrijk, een locatie vooral bekend door de neanderthalervondsten van La Quina-Amont, is tezamen met vroege Aurignacien-gereedschappen een deel van een onderkaak van een jeugdig persoon gevonden. Deze had een in essentie moderne vorm met enige archaïsche kenmerken en is C14-gedateerd op 33-32.000 jaar oud.

### Kostjonki

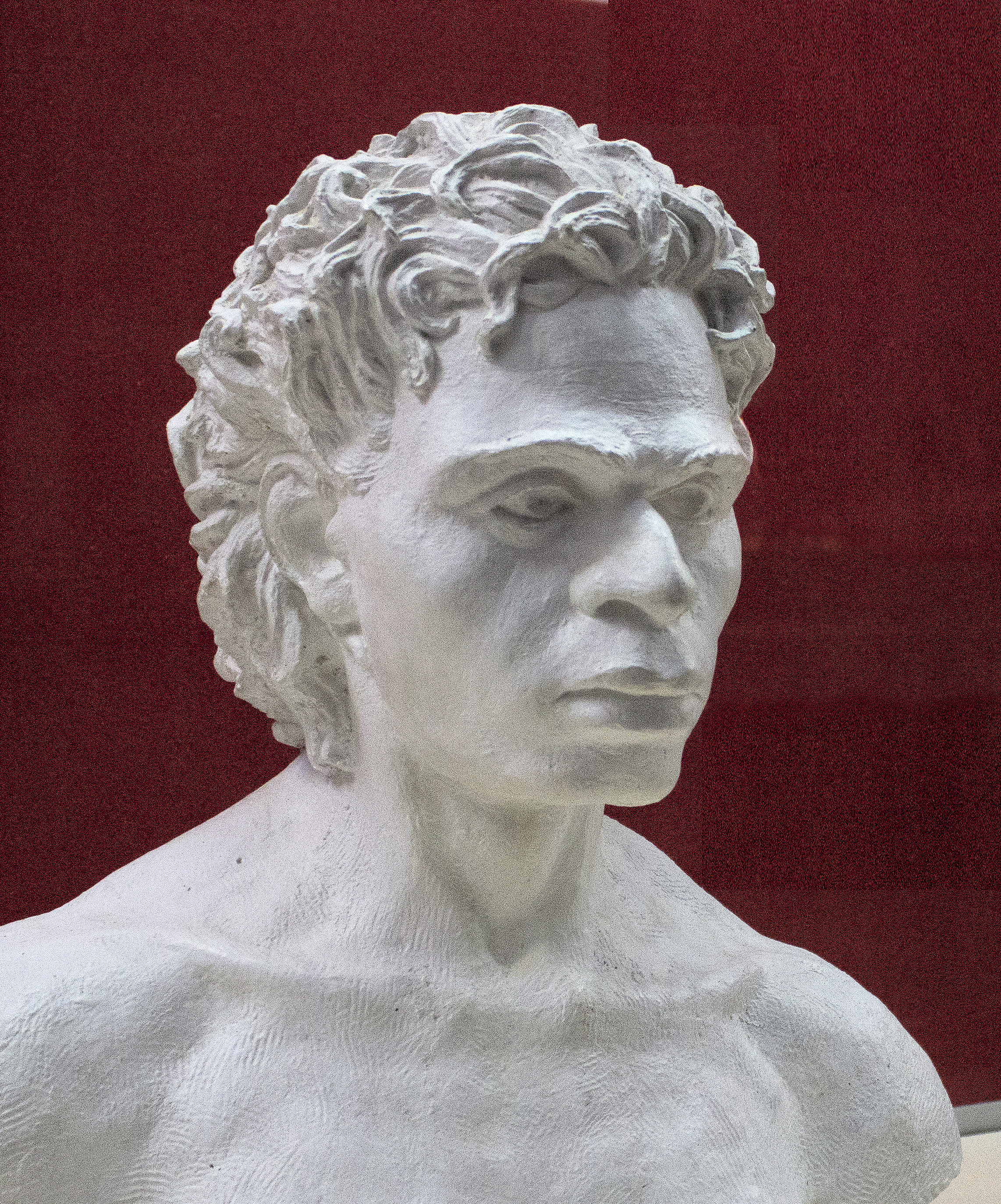
reconstructie van de man van Markina Gora

Bij Kostjonki in de Russische Oblast Voronezj werden menselijke resten bestaande uit een scheenbeen en kuitbeen gedateerd op 32.000 ± 1.100 gevonden. Deze bevonden zich in een cultuurlaag rijk aan artefacten als beenderen en ivoren voorwerpen, en schelpen die over een afstand van meer dan 500 km geïmporteerd moeten zijn. Op een naburige site, Markina Gora, werd het bijna complete skelet van een 21-jarige man uit ongeveer 37.000 BP gevonden.

### Peștera Muierilor
De vondst van Peștera Muierilor ("Vrouwengrot") in de Roemeense gemeente Baia de Fier bestaat uit een vrij complete schedel (zonder onderkaak) van een vrouw, met robuuste gezichtskenmerken maar anderszins modern van vorm. Ze is gevonden tezamen met meerdere resten van holenberen, en zonder stenen werktuigen. C14-datering gaf een leeftijd van 30.150 BP.

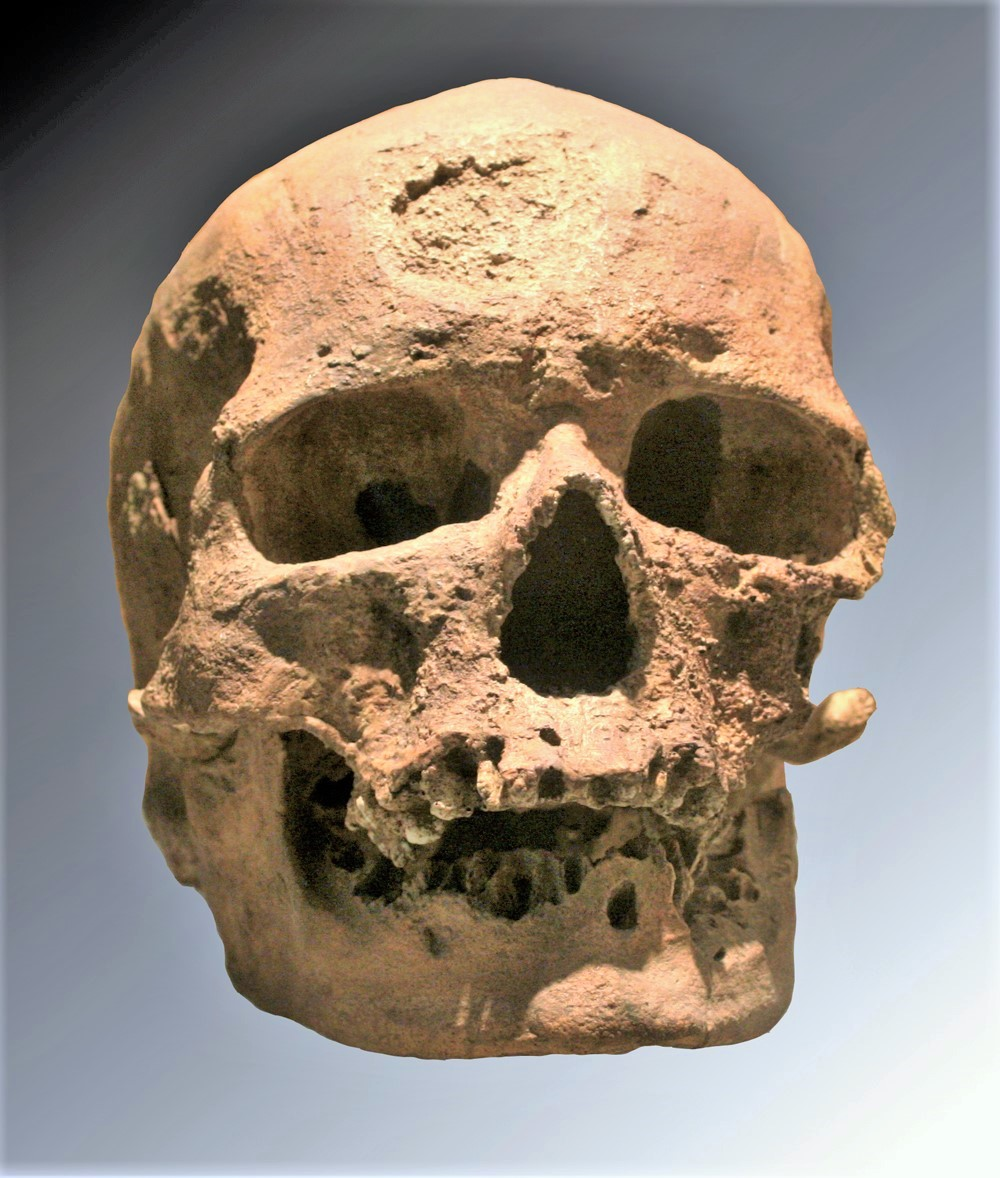
de oude man van Cro-Magnon

### Cioclovina
Cioclovina 1 is een compleet neurocranium van een robuust persoon, zonder gezichtsbeenderen. De vondst is uit een holenberengrot bij Cioclovina in Roemenië en is gedateerd op 29.000 ± 700 BP.

### Cro-Magnon
De eerste vondst van vroege moderne mensen in Europa werd gedaan in de Abri de Cro-Magnon bij Les Eyzies in de Franse Dordogne. 
Het type-exemplaar van de cro-magnonmens is Cro-Magnon 1, C14-gedaterd op 27.680 ± 270 BP. In vergelijking met de neanderthalers vertoont het skelet het hoge voorhoofd en de slanke bouw van de moderne mens. Andere vondsten van de site waren een vrouw, Cro-Magnon 2, en een man, Cro-Magnon 3.
Pathologisch onderzoek aan de resten toont dat de mensen een lichamelijk zwaar leven leidden. Naast tekenen van infectieziekten hadden meerdere individuen versmolten nekwervels, wijzend op traumatisch letsel. De volwassen vrouw vertoonde een schedelfractuur die zij enige jaren overleefd had. De levensbedreigende aard van deze letsels toont dat de cro-magnonmensen elkaar verzorgd moeten hebben.

### Předmostí
De site van Předmostí nabij Přerov in Tsjechië werd ontdekt aan het eind van de 19e eeuw. Onderzoek vond plaats in 1884 en 1930. De originele vondsten gingen echter tijdens de Tweede Wereldoorlog verloren. In de jaren 1990 werden nieuwe opgravingen verricht.
Naast tekenen van bewoning werden op de bijbehorende begraafplaats de resten van zo'n 20 personen gevonden, waarvan 15 complete en resten van 5 andere, wijzend op verstoorde of secundaire begravingen. De gevonden dierlijke resten bestonden voor het grootste deel uit mammoetbeenderen, vaak sterk verkoold wat wijst op voedselbereiding met vuur. Verder waren er resten van vossen, rendieren, paarden, wolven, beren, veelvraten en hazen. De resten van drie honden werden gevonden, waarvan er een een mammoetbot in zijn bek had.
De site is gedateerd op tussen 24.000 en 27.000 jaar oud. De mensen waren in essentie vergelijkbaar met de Cro-Magnonvondsten, en bezaten dezelfde rechthoekige oogkassen. Hoewel onbetwist modern hadden ze de robuuste trekken welke de jagers op groot wild karakteriseerde.

### Mladeč
Vondsten uit de Grotten van Mladeč in Tsjechië bestaan uit de resten van meerdere individuen. De weinige gevonden stenen werktuigen worden met enig voorbehoud tot het Aurignacien gerekend. C14-dateringen gaven leeftijden van rond 31.000 jaar oud.

### Mouthiers
Resten van anatomisch moderne mensen met een leeftijd van 32.000 jaar zijn gevonden bij de abri Chez les Rois bij Mouthiers-sur-Boëme in Frankrijk, tezamen met Aurignacien-gereedschap.

### Rode Dame van Paviland
De Rode Dame van Paviland is de naam van een gedeeltelijk skelet zonder schedel, in 1823 gevonden in een grot van het schiereiland Gower in Zuidwest-Wales van wat later echter een jonge man bleek te zijn. 
De beenderen waren gekleurd met rode oker, wat het het oudste bewijs voor een ceremoniële begrafenis in West-Europa maakt. Gevonden werden "zalven" van rode oker, een mammoetschedel en sieraden welke een vorm van sjamanisme of andere religieuze praktijken suggereren. De grafgiften zijn van een laat-Aurignacien of vroeg-Gravettien-type. Genetisch onderzoek toonde dat het Mitochondriaal DNA tot de haplogroep H behoorde, tegenwoordig de meest algemeen verspreide groep in Europa.

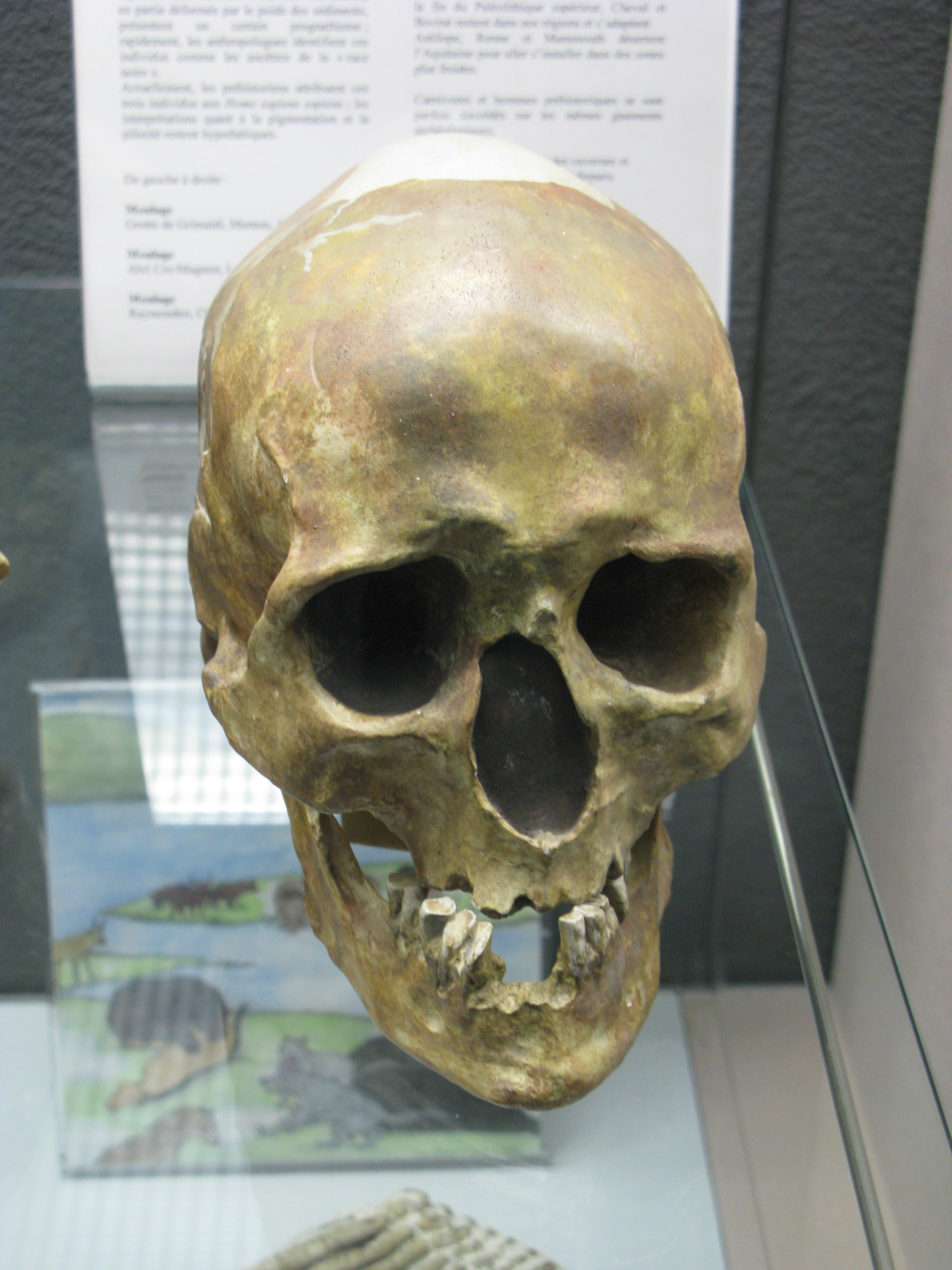
Chancelade-man

### Balzi Rossi
De Balzi Rossi-grotten in Italië, ook bekend als de Grimaldi-grotten of grotten van Menton, leverden resten van meerdere personen. In de vroeg-Aurinacien-laag van de Grotte des Enfants werden twee vrijwel complete skeletten gevonden, een jongen van rond 16-17 en een vrouw van rond de 50, welke bekend werden als de Grimaldi-mensen. Hoewel de leeftijd en gereedschappen ze met de vondsten van Cro-Magnon verbinden zijn de skeletten duidelijk kleiner en gracieler. Bij de oorspronkelijke vondst werd veel nadruk gelegd op het veronderstelde prognathisme van de schedels, welke later echter grotendeels toegeschreven kon worden aan een gebrekkige reconstructie, en bij de vrouw aan een gebitsziekte.

### Chancelade
De Man van Chancelade is het skelet van een oudere, klein van stuk maar robuust gebouwde man. Hij werd tezamen met Magdalénien-gereedschappen gevonden bij Chancelade in Frankrijk. Vergelijkbare vondsten zijn gedaan bij Laugerie-Basse (Les Eyzies) en de Duruthy-grot bij Sorde-l'Abbaye.

### Lagar Velho
Het Lapedo-kind is een vrijwel compleet skelet van een ongeveer 4 jaar oud kind gevonden bij de Abrigo do Lagar Velho nabij Leiria, Portugal. Het rond 24.000 jaar oude, tamelijk robuuste skelet vertoont mogelijk enige neanderthalerkenmerken.